# لطخة
اللطخة أو البقعة هي تغير في اللون يمكن تمييزه بوضوح عن السطح أو المادة أو الوسط الموجود عليه. وهي ناجمة عن التفاعل الكيميائي أو الفيزيائي لمادتين مختلفتين. قد يؤدي التلوين العرضي إلى جعل المواد تبدو مستخدمة أو متدهورة أو غير نظيفة بشكل دائم. يتم استخدام التلوين المتعمد في أبحاث الكيمياء الحيوية وللتأثير الفني، مثل تلوين الخشب وتلطيخ الصدأ والزجاج الملون.

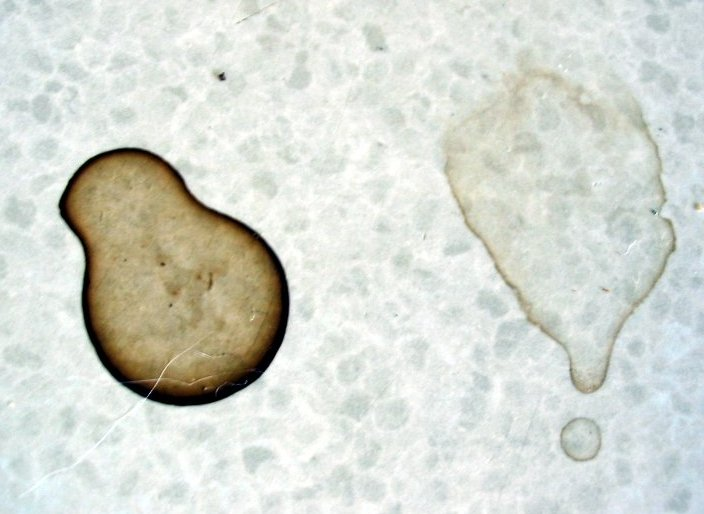
بقع القهوة

## أنواع
يمكن أن تكون هناك بقع متعمدة (مثل بقع الخشب أو الطلاء)، بقع إرشادية (مثل صبغة تلوين الطعام، أو إضافة مادة لجعل البكتيريا مرئية تحت المجهر)، بقع طبيعية (مثل الصدأ على الحديد). أو غشاء العتق على البرونز)، والبقع العرضية مثل الكاتشب والزيت الاصطناعي على الملابس.
يمكن تلطيخ أنواع مختلفة من المواد بمواد مختلفة، وتعد مقاومة البقع سمة مهمة في هندسة النسيج الحديثة.

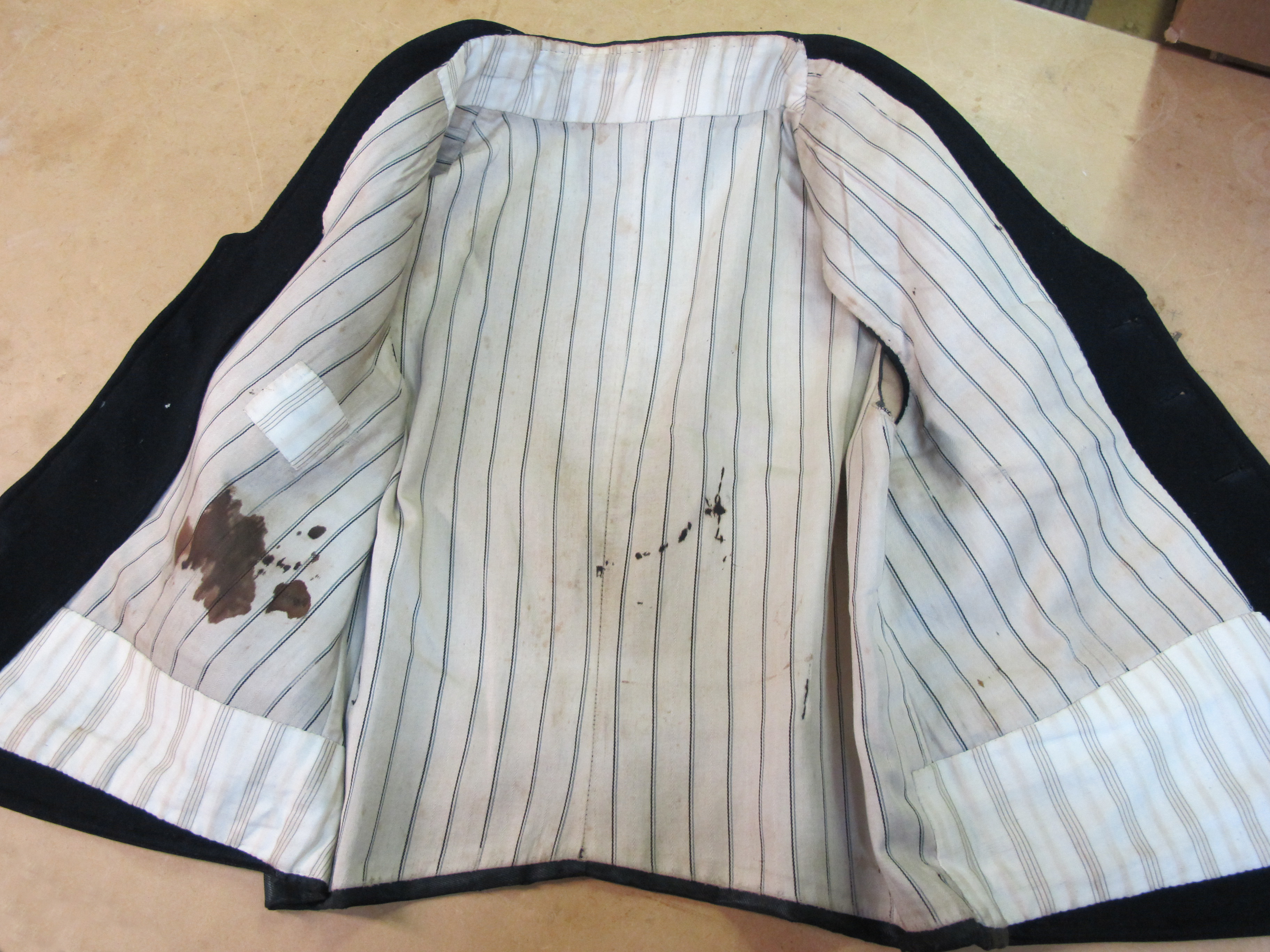
صدرية بحرية ملطخة

## تشكيل
الطريقة الأساسية لتكوين البقع هي البقع السطحية، حيث تنسكب المادة المصبوغة على السطح أو المادة ويتم احتجازها في الألياف أو المسام أو المسافات البادئة أو الهياكل الشعرية الأخرى الموجودة على السطح. تغطي المادة المحاصرة المادة الأساسية، وتعكس البقعة الإضاءة الخلفية وفقًا للون الخاص بها. يعد تطبيق الطلاء والطعام المسكوب وبقع الخشب من هذا النوع.
تتضمن الطريقة الثانوية للصبغ تفاعلًا كيميائيًا أو جزيئيًا بين المادة ومادة الصبغ. تندرج العديد من أنواع البقع الطبيعية ضمن هذه الفئة.
أخيرًا، يمكن أن يكون هناك أيضًا تجاذب جزيئي بين المادة والمادة المصبوغة، بما في ذلك الاحتفاظ بها في رابطة تساهمية وإظهار لون المادة المرتبطة.

## خصائص
في كثير من الحالات، تتأثر البقع بالحرارة وقد تصبح متفاعلة بدرجة كافية لتلتصق بالمادة الأساسية. يمكن أن تسبب الحرارة المطبقة، مثل الكي أو التنظيف الجاف أو ضوء الشمس، تفاعلًا كيميائيًا على البقعة القابلة للإزالة، وتحولها إلى مادة كيميائية.

## إزالة
توجد تقنيات غسيل مختلفة لمحاولة إزالة البقع الموجودة أو تقليلها. مزيل البقع هو نوع مهم من المواد الكيميائية في منظفات الغسيل وبعض المزيلات مصممة ليتم تطبيقها مباشرة على البقع. تتطلب إزالة بعض البقع مواد كيميائية أخرى أو تقنيات خاصة. قد يؤدي استخدام تقنية غير مناسبة إلى جعل البقعة قابلة للإزالة بشكل دائم أو التسبب في تغير لون الملابس بشكل غير مرغوب فيه.
يمكن العثور على معلومات حول إزالة البقع في المجلات أو الكتب أو الإعلانات أو عبر الإنترنت:
- دليل إزالة البقع، معهد التنظيف الأمريكي.
- حلول البقع، جامعة إلينوي.
- نصيحة لإزالة البقع من شركة بروكتر آند جامبل: المملكة المتحدة، كندا.

## أنظر أيضا
- التحلل الحيوي
- مبيض
- صبغ
- فوكسينغ
- علامة دائمة
- الصلب التجوية

## قراءة
- دليل إزالة البقع والبقع: دليل المستهلك. من قبل محرري دليل المستهلك. سكوكي، إيل: بيكمان هاوس، 1981. 9780517316832
- ضياء، ستيفاني. ازالة لطخة، تلوث. لندن: هاملين، 2005. تم توزيعه في الولايات المتحدة وكندا بواسطة Sterling Pub. شركة، 2005. 9780600611240
- سوتو، آن ماري إنقاذ البقع! : دليل الألف إلى الياء لإزالة اللطخات والبقع والانسكابات الأخرى بواسطة معهد التدبير المنزلي الجيد (نيويورك، نيويورك). نشرته شركة ستيرلنج للنشر، رقم ISBN 2007
- مندلسون، مغسلة شيريل: كتاب وسائل الراحة المنزلية للعناية بالملابس والبياضات سايمون اند شوستر، 2005(ردمك 978-0-7432-7145-5)